# Копелев, Лев Зиновьевич
Лев Зино́вьевич (За́лманович) Ко́пелев (27 марта [9 апреля] 1912, Киев — 18 июня 1997, Кёльн) — русский писатель, литературовед-германист, критик, диссидент и правозащитник. Лауреат международной премии «Балтийская звезда» (2018, посмертно).

## Биография

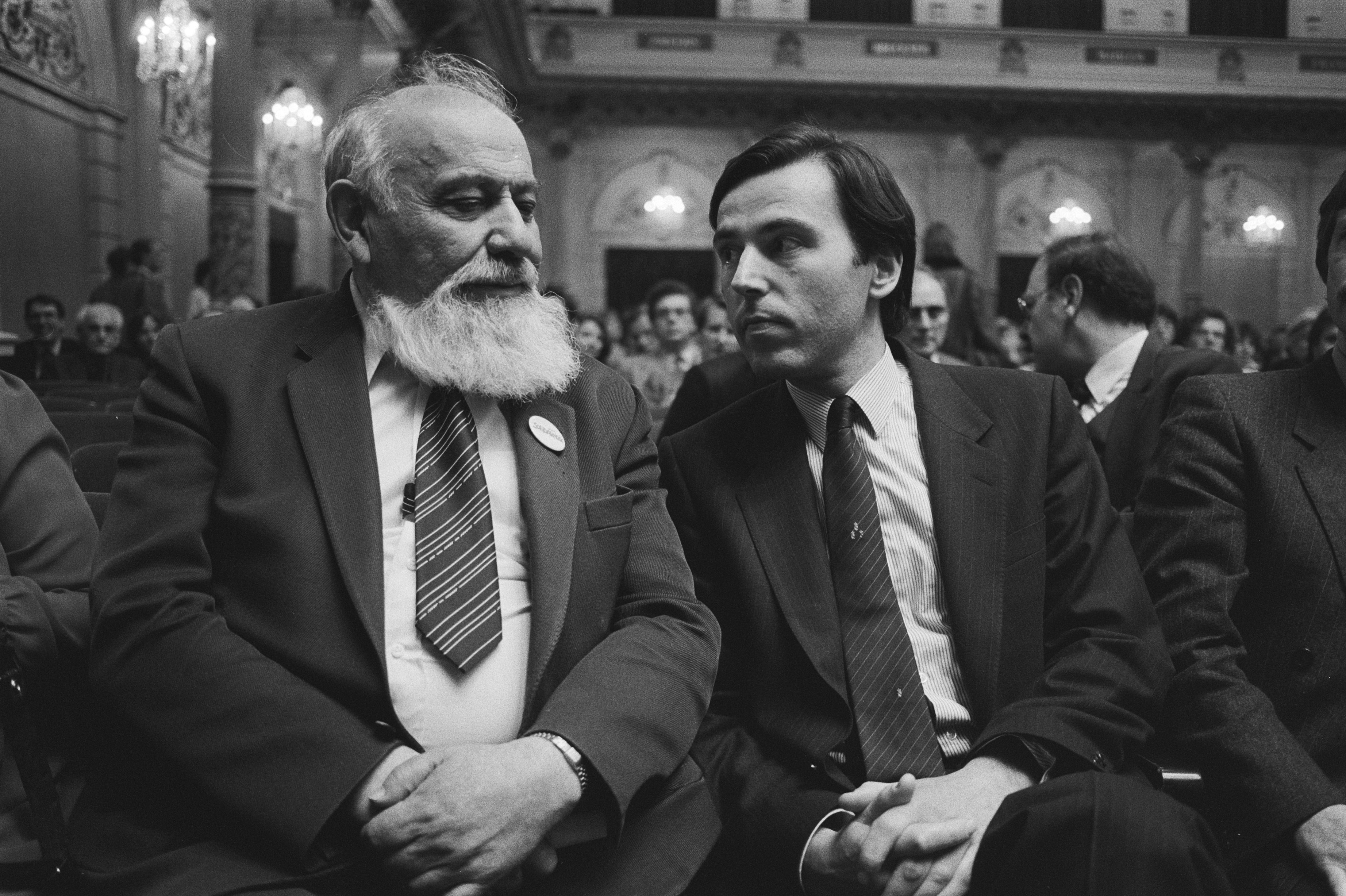
Лев Копелев и нидерландский министр Илко Бринкман на благотворительном концерте в честь Андрея Сахарова в Консертгебау, Амстердам, 1984 год

Родился в еврейской семье. Родители — Залман Янкелевич (Зиновий Яковлевич) Копелев (1888 — 2 декабря 1974), уроженец местечка Моровск Остёрского уезда, выпускник Ново-Александровского института сельского хозяйства и лесоводства, агроном, и Эстер Берковна (Софья Борисовна) Копелева (в девичестве Каганова, 10 января 1888 — 4 марта 1954), родом с хутора Михайловский Остёрского уезда. В семье домашним языком был идиш, поэтому в биографиях появилась ссылка, что он «обучался дома немецкому языку». До февраля 1917 года семья жила в Бородянке, где отец работал агрономом, потом переехала в Киев к родителям отца — остёрскому мещанину Янкелю Моисеевичу (Мовшовичу) Копелеву (1863—?), лесопромышленнику, и Саре Янкелевне Копелевой (1864—?). 
Родители неприязненно относились к большевикам и советской власти, но детям свою точку зрения пытались внушить с помощью грубости и угроз. Так, за сочувственные слова о Ленине и Троцком, которых «никто не любит», Лев получил от отца пару пощёчин. 

Отец скривил рот и ударил меня злее, сильнее, чем всегда, по одной щеке, по другой, больно ткнул в лоб: «Идиот… мерзавец».
А когда в школе появились пионерские отряды, пригрозил: «Увижу с красной тряпкой — выпорю, сидеть не сможешь». В итоге такие методы вызывали у мальчика отторжение от отцовских взглядов. При этом домашняя учительница словесности, убеждённая народница и социалистка, относилась к нему с внимательным уважением, понемногу передавая свои убеждения.
В 1926 году Лев Копелев с семьёй переехал в Харьков, куда его отец был направлен на работу в Харьковский сахартрест.
По воззрениям был коммунистом. Согласно воспоминаниям Копелева, в феврале 1929 года в Харькове он принял на хранение от двоюродного брата Марка Поляка материалы подпольного центра оппозиции. Вскоре двоюродного брата арестовали, материалы были перепрятаны у И. Каляника. На квартире у Копелевых прошёл обыск. Лев Копелев явился в ГПУ с повинной и после беседы был отпущен. Распространял листовки с протестом против арестов «большевиков-ленинцев» (самоназвание троцкистов). 29 марта 1929 был арестован за участие в троцкистской организации и помещён в Харьковский допр (дом принудительных работ), а 9 апреля освобождён и передан на поруки отцу.
Позднее работал редактором радионовостей на Харьковском паровозостроительном заводе имени Коминтерна и заведующим поисковым отделом в газете «Харьковский паровозник». В 1932 году принимал участие в изъятии у крестьян имущества, в рамках работы чрезвычайных комиссий НКВД по ликвидации кулачества — эти наблюдения легли в основу книги его мемуаров «И сотворил себе кумира».
В 1933 году поступил на философский факультет Харьковского университета, а в 1935 году перевёлся в Московский институт иностранных языков (факультет немецкого языка и литературы). Обучаясь в Харьковском университете, написал свои первые статьи на русском и украинском языках, некоторые из них были опубликованы в газете «Комсомольская правда». С 1938 года преподавал в МИФЛИ, одновременно учился там же в аспирантуре. В мае 1941 года защитил кандидатскую диссертацию на тему «Драматургия Шиллера и проблемы революции». В Москве установил дружеские отношения с немецкими эмигрантами-коммунистами.
В 1941 году записался добровольцем в Красную армию. Благодаря своему знанию немецкого языка служил пропагандистом и переводчиком. Приказом Военного совета (ВС) Северо-Западного фронта № 243 от 11 марта 1943 года майор административной службы Копелев Лев Залманович был награждён орденом Красной Звезды. Приказом ВС Северо-Западного фронта № 940 от 19 ноября 1943 года старший инструктор 7-го отдела политуправления СЗФ майор административной службы Копелев Лев Залманович был награждён орденом Отечественной войны 2-й степени за подготовку антифашистов и перевербованных военнопленных для разведывательной работы в войсках противника и разработку методик обучения для этой работы. Его единственный брат Александр (1915—1941), выпускник МХТИ (1939), погиб на фронте.

### Арест в 1945 году
Когда в 1945 году Советская армия вошла в Восточную Пруссию, Копелев был арестован 5 апреля 1945 года. Это произошло, по его собственным словам, вследствие конфликта с начальником 7-го отделения Политотдела 50-й армии М. Д. Забаштанским, который обвинил его в «пропаганде буржуазного гуманизма», критике командования и тому подобных правонарушениях. Сам Копелев все обвинения отрицал.
Его дело было рассмотрено в декабре 1946 года военным трибуналом МВО, и он был признан виновным по статье 58-10. Но 4 января 1947 года приговор был отменён, и он был освобождён из заключения. Однако он снова был арестован 17 марта 1947 года по той же статье, приговорён сначала к 3 годам ИТЛ, но потом приговор был увеличен до десяти лет заключения по статье 58, п. 10. Сначала попал в Унжлаг, где был бригадиром, а позднее — медбратом в лагерной больнице. Затем в «шарашке» Марфино встретился с Александром Солженицыным, став прототипом Рубина в его романе «В круге первом».
Освобождён в 1954 году, реабилитирован в 1956 году с восстановлением членства в КПСС. В 1959 году принят в члены Союза писателей. В 1957—1960 годах преподавал историю зарубежной печати в Московском полиграфическом институте, в 1960—1968 годах работал научным сотрудником во ВНИИ искусствознания. В 1964 и 1965 годах совершил поездки в ГДР.
С 1966 года активно участвовал в правозащитном движении. В 1968 году исключён из КПСС и уволен с работы за подписание протестных писем против преследования диссидентов, а также за критику советского вторжения в Чехословакию. Начал распространять свои книги через самиздат. В 1977 году был исключён из Союза писателей с наложением запрета преподавать и публиковаться.
Занимаясь историческими исследованиями по российско-германским культурным связям, поддерживал контакты с рядом немецких вузов. В течение многих лет дружил с немецким писателем Генрихом Бёллем.

### Эмиграция в ФРГ
12 ноября 1980 года с разрешения властей выехал в ФРГ по выездной визе сроком на один год, но уже 12 января 1981 указом Президиума Верховного Совета СССР был лишён советского гражданства «за действия, порочащие высокое звание гражданина СССР». С 1981 года — профессор Вуппертальского университета. Позднее — почётный доктор философии Кёльнского университета. В 1990 году гражданство СССР ему было возвращено.
Умер в Кёльне в 1997 году. Похоронен на Донском кладбище в Москве
В Кёльне созданы фонд и музей Льва Копелева.

## Творчество
Копелев описал свою жизнь в трёх книгах: «И сотворил себе кумира» (1978), где рассказывает о детстве и юности; «Хранить вечно» — о конце войны и первом заключении; «Утоли моя печали» (1981) — книга названа по церкви, перестроенной позже под «шарашку», где он был в заключении.

Его книги объединены свойственным ему умением видеть проявления человечности в условиях бесчеловечной системы.
— Вольфганг Казак

## Семья
- Первая жена (с 1930 года) — Надежда Мироновна Колчинская (1911—1988), бывшая одноклассница, химик, научный сотрудник Института органической химии АН СССР[36]; племянница физиолога, доктора медицинских наук А. З. Колчинской[20].
  - Дочь — Майя Львовна Литвинова (Русаковская), урождённая Копелева (род. 1937)[37], замужем за Павлом Михайловичем Литвиновым[38].
  - Дочь — Елена Львовна Копелева (род. 1939)[37][39], редактор, замужем за математиком Мстиславом Игоревичем Грабарём (1925—2006,[40] сыном живописца И. Э. Грабаря).
- Вторая жена (с 1956 года) — Раиса Давыдовна Орлова (в девичестве Либерзон, 1918—1989), писательница[41][20].
  - Дочь — Светлана Леонидовна Ива́нова (в девичестве Орлова, дочь Р. Д. Орловой от первого брака), замужем за Вячеславом Всеволодовичем Ива́новым.
  - Дочь — Мария Николаевна Орлова (дочь Р. Д. Орловой от второго брака)[42][43].

С 1967 года, вплоть до эмиграции, Л. З. Копелев и Р. Д. Орлова проживали в ЖСК «Советский писатель»: Красноармейская улица, д. 21 (1967—1976) и в д. 29 (1977—1980).

## Память
В 2001 году Кёльн (Германия) учредил международную премию имени Льва Копелева. Вручается гражданам различных стран, борющимся за мир и права человека.

## Архив
Фонд Льва Зиновьевича Копелева хранится в Российском государственном архиве литературы и искусства под номером 2549. Фонд содержит три описи и 1374 единицы хранения за 1925—1995 годы.
В фонде хранится более 600 рукописей автора, большая часть его монографий и исследований; записные книжки Копелева за 1937—1976 годы. Письма Л. З. Копелева: М. М. Бахтину, Г. Бёллю, А. Д. Сахарову, Е. А. Евтушенко и более сотни других адресатов; письма Л. З. Копелеву от 578 корреспондентов, весомый фонд фотографий.

## Сочинения
на русском языке
- Генрих Манн : Биобиблиогр. указатель / Сост.: канд. филол. наук Е. П. Брандис, библиограф Г. П. Дмитриева. [Вступ. статья канд. филол. наук Л. З. Копелева]. — М. : Изд-во Всесоюз. кн. палаты, 1957. — 71 с., 1 л. портр.
- Сердце всегда слева, 1960 (сборник статей)
- «Фауст» Гёте, 1962
- Леонгард Франк, 1965
- Бертольд Брехт, 1966 (Жизнь замечательных людей)
- Хранить вечно, Ann Arbor, 1975
- И сотворил себе кумира…[23], Ann Arbor, 1978
- Святой доктор Фёдор Петрович — London, 1985. — 184 с.
- (совместно с Р. Орловой), Мы жили в Москве. 1956—1980. — Ann Arbor, 1987; М.: Книга, 1989
- (совместно с Р. Орловой), Мы жили в Кёльне. 1980—1989. — М.: Фортуна Лимитед, 2003.
- Поэт с берегов Рейна. Жизнь и страдания Генриха Гейне. — М.: Прогресс-Плеяда, 2003. — 512 с.

на немецком языке
- Zwei Epochen deutsch-russischer Literaturbeziehungen, Frankfurt/M., 1973
- Verwandt und verfremdet, Frankfurt/M., 1976
- Ein Dichter kam vom Rhein. Heinrich Heines Leben und Leiden, Berlin, 1981
- Russen und Russland aus deutscher Sicht 9. — 17. Jahrhundert, Wilhelm Fink Verlag, München, 1985
- Russen und Russland aus deutscher Sicht 18. Jahrhundert: Aufklärung, Wilhelm Fink Verlag, München, 1987
- Russen und Russland aus deutscher Sicht 19. Jahrhundert: Von der Jahrhundertwende bis zur Reichsgründung (1800—1871), Wilhelm Fink Verlag, München, 1992
- Russen und Russland aus deutscher Sicht 19./20. Jahrhundert: Von der Bismarckzeit bis zum Ersten Weltkrieg, Wilhelm Fink Verlag, München, 2000
- Russen und Russland aus deutscher Sicht Deutschland und die Russische Revolution 1917—1924, Wilhelm Fink Verlag, München, 1998
- Deutsche und Deutschland aus russischer Sicht 11. — 17. Jahrhundert, Wilhelm Fink Verlag, München, 1988
- Deutsche und Deutschland aus russischer Sicht 18. Jahrhundert: Aufklärung, Wilhelm Fink Verlag, München, 1992
- Deutsche und Deutschland aus russischer Sicht 19. Jahrhundert: Von der Jahrhundertwende bis zu den Reformen Alexanders II, Wilhelm Fink Verlag, München, 1998
- Deutsche und Deutschland aus russischer Sicht 19./20. Jahrhundert: Von den Reformen Alexanders II bis zum Ersten Weltkrieg, Wilhelm Fink Verlag, München, 2006
- Deutsche und Deutschland in der russischen Lyrik des frühen 20. Jahrhunderts, Wilhelm Fink Verlag, München, 1988
- Deutsch-Russische Begegnungen im Zeitalter der Aufklärung (18. Jahrhundert), Steidl Verlag, Göttingen, 1997

в переводе на английский язык
- We lived in Moscow (Мы жили в Москве), 1974
- The Education of a True Believer («И сотворил себе кумира»), 1976
- To Be Preserved Forever («Хранить вечно»), 1976
- Ease My Sorrows: A Memoir («Утоли моя печали»), 1981
- No jail for thought («О правде и терпимости»), 1982
- Holy Doctor Fyodor Petrovich («Святой доктор Фёдор Петрович»), 1985